# Stade Malherbe Caen
Stade Malherbe Caen Calvados Basse-Normandie, más conocido como Stade Malherbe Caen, es un club de fútbol francés, de la ciudad de Caen en Baja Normandía. El club fue fundado el 17 de noviembre de 1913 tras la fusión de Club Malherbe Caennais y el Club Sportif Caennais. Actualmente juega en la Ligue 2, la segunda división del fútbol nacional. 
El club toma el nombre del Liceo Malherbe, institución que recibe su nombre de François de Malherbe (1555-1628), poeta, crítico y traductor, que era natural de Caen.
Durante la mayor parte de su historia, el SM Caen se mantuvo como uno de los clubes amateurs más importantes en Francia, jugando desde su fundación en el Stade de Venoix. La década de 1980 y principios de 1990 vio el surgimiento de Stade Malherbe en la jerarquía del fútbol francés. En 1985, el Stade Malherbe adoptó estatus profesional. Tres temporadas más tarde, fue ascendido por primera vez a la primera división. En 1992, varios meses después de que se salvase por poco de la quiebra, el club terminó en quinto lugar en la División 1 y se clasificó para la Copa de la UEFA. En 1993, el club se trasladó al moderno Estadio Michel d'Ornano, pero fue relegado dos años más tarde. La década de 2000 tuvo algún éxito deportivo, lo que le permitió jugar varias temporadas en la Ligue 1 y llegar a la final de la Copa de la Liga en 2005.
La rivalidad principal del SM Caen es con Le Havre AC, con quien disputa Le Derby Normand (el «derbi normando»). Otro gran rivalidad es la que mantiene con el RC Lens, que a menudo ha registrado enfrentamientos entre aficionados y la policía durante la última década. Los colores tradicionales del club son el azul y el rojo.

## Historia
El equipo en principio fue un club polideportivo. Fue fundado en 1897 por un grupo de estudiantes con el nombre de L'Union Athlétique du Lycée Malherbe. En 1908 el equipo se cambia el nombre por el de Club Malherbe Caennais. En 1913 el equipo se fusiona con otro club de la ciudad, el  Club Sportif Caennais. A partir de esa fecha el equipo empieza a llamarse Stade Malherbe Caennais. 
En la temporada 88-89 debuta en la Ligue 1. En 1989 el equipo se cambió el nombre por el actual, Stade Malherbe Caen Calvados Basse-Normandie.

## Uniforme

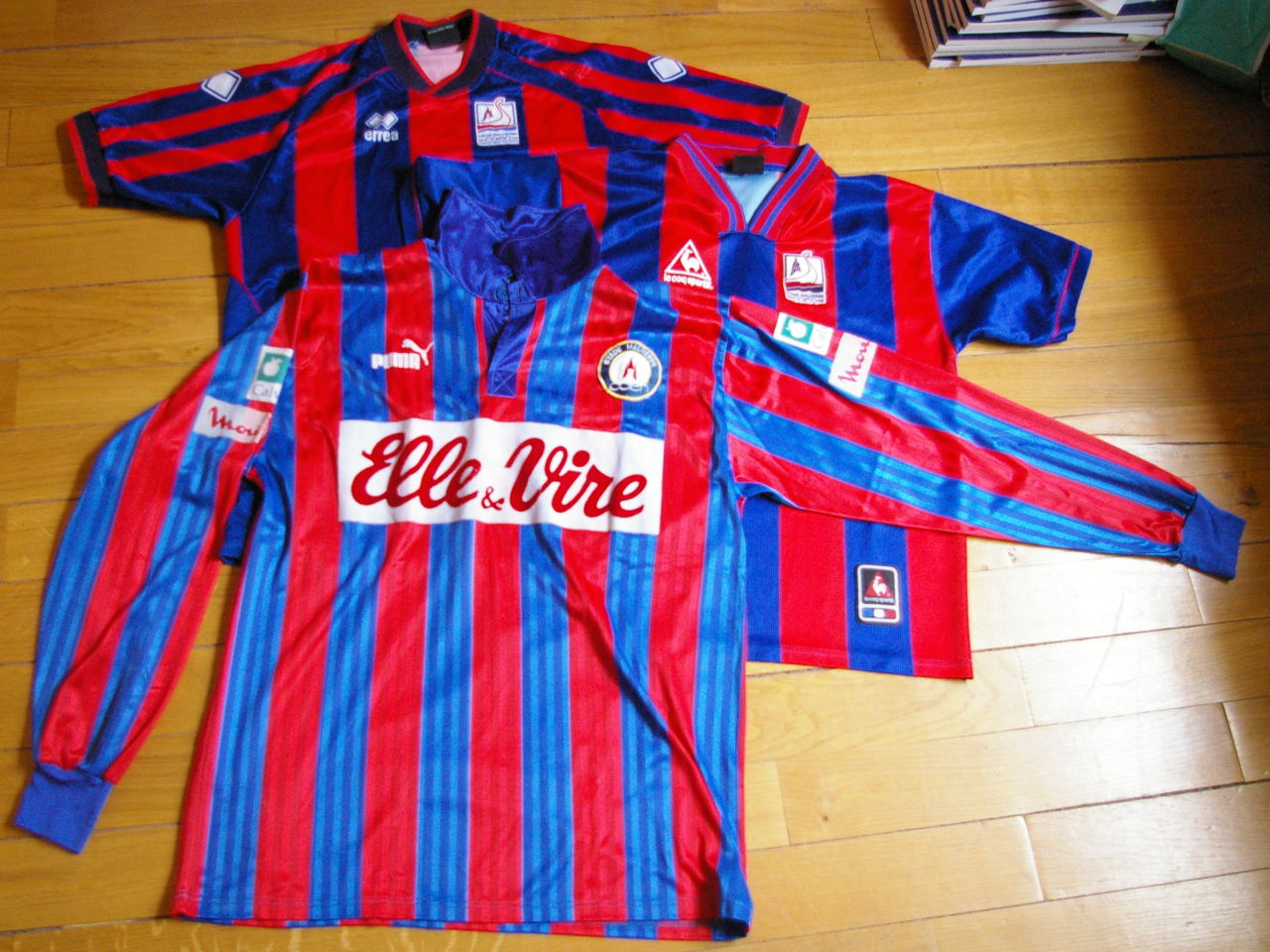
Camisetas del SM Caen.

- Uniforme titular: Camiseta con franjas onduladas azules y rojas, pantalón azul y medias azules.
- Uniforme alternativo: Camiseta negra, pantalón negro y medias negras.

### Evolución del uniforme
| 2008-09 | 2011-12 | 2012-13 | 2014-15 | 2016-17 | 2017-18 | 2018-19 | 2019-20 | 2020-21 | 2023-24 |
| 2024-25 |         |         |         |         |         |         |         |         |         |

## Estadio
Estadio Michel d'Ornano, con capacidad para 21 500 personas.

## Datos del club
- Temporadas en la Ligue 1: 10
- Temporadas en la Ligue 2: 20 (2012/13)
- Mejor puesto en la liga: 4º (Ligue 1, temporada 91-92)
- Peor puesto en la liga: 19º (Ligue 1, temporada 94-95)

## Entrenadores
| Periodo | Nombre           |
| ------- | ---------------- |
| 1934–35 | François Konya   |
| 1935–36 | Jean Gast        |
| 1936–38 | Maurice Cottenet |
| 1938–44 | Jean Gast        |
| 1944–46 | Karoly Mayer     |
| 1946–47 | Armand Deruaz    |
| 1947–49 | Charles Carville |
| 1949–52 | Jules Vandooren  |
| 1952–53 | Jean Prouff      |
| 1953–55 | Eugène Proust    |
| 1955–58 | André Grillon    |
| 1958–59 | Marcel Leperlier |
| 1959–61 | Louis Requier    |

| Periodo             | Nombre               |
| ------------------- | -------------------- |
| 1961–62             | Albert Eloy          |
| 1962–64             | Marcel Mouchel       |
| 1964–67             | Jean Vincent         |
| 1967–72             | Célestin Oliver      |
| 1972-Dic. 1972      | Bernard Lelong       |
| Dic. 1972           | Guy Lunel (interino) |
| Dic. 1972–Nov. 1973 | Émile Rummelhardt    |
| Nov. 1973–79        | Jacques Mouilleron   |
| 1979–83             | Alain Laurier        |
| 1983–88             | Pierre Mankowski     |
| 1988–Dic. 89        | Robert Nouzaret      |
| Dic. 1989–94        | Daniel Jeandupeux    |
| 1994–96             | Pierre Mankowski     |

| Periodo                 | Nombre                             |
| ----------------------- | ---------------------------------- |
| 1996–97                 | Guy David                          |
| 1997–Nov. 97            | Gabriel Calderón                   |
| Nov. 1997               | Daniel Jeandupeux (interino)       |
| Nov. 1997–sept. 00      | Pascal Théault                     |
| Sept. 2000              | Christophe Desbouillons (interino) |
| Septiembre de 2000–2001 | Jean-Louis Gasset                  |
| 2001–02                 | Hervé Gauthier                     |
| 2002 – 5 de mayo        | Patrick Remy                       |
| Mayo de 2005            | Franck Dumas (interino)            |
| 2005–09                 | Franck Dumas y Patrick Parizon     |
| 2009–12                 | Franck Dumas y Patrice Garande     |
| desde 2012              | Patrice Garande                    |

## Palmarés

### Torneos Nacionales
- Subcampeón de la Copa de la Liga de Francia (1): 2004-05
- Campeones Ligue 2 (2): 1995-96 y 2009-10

## Rivalidades
Su máximo rival es Le Havre AC.